# برنامه فضایی مارینر

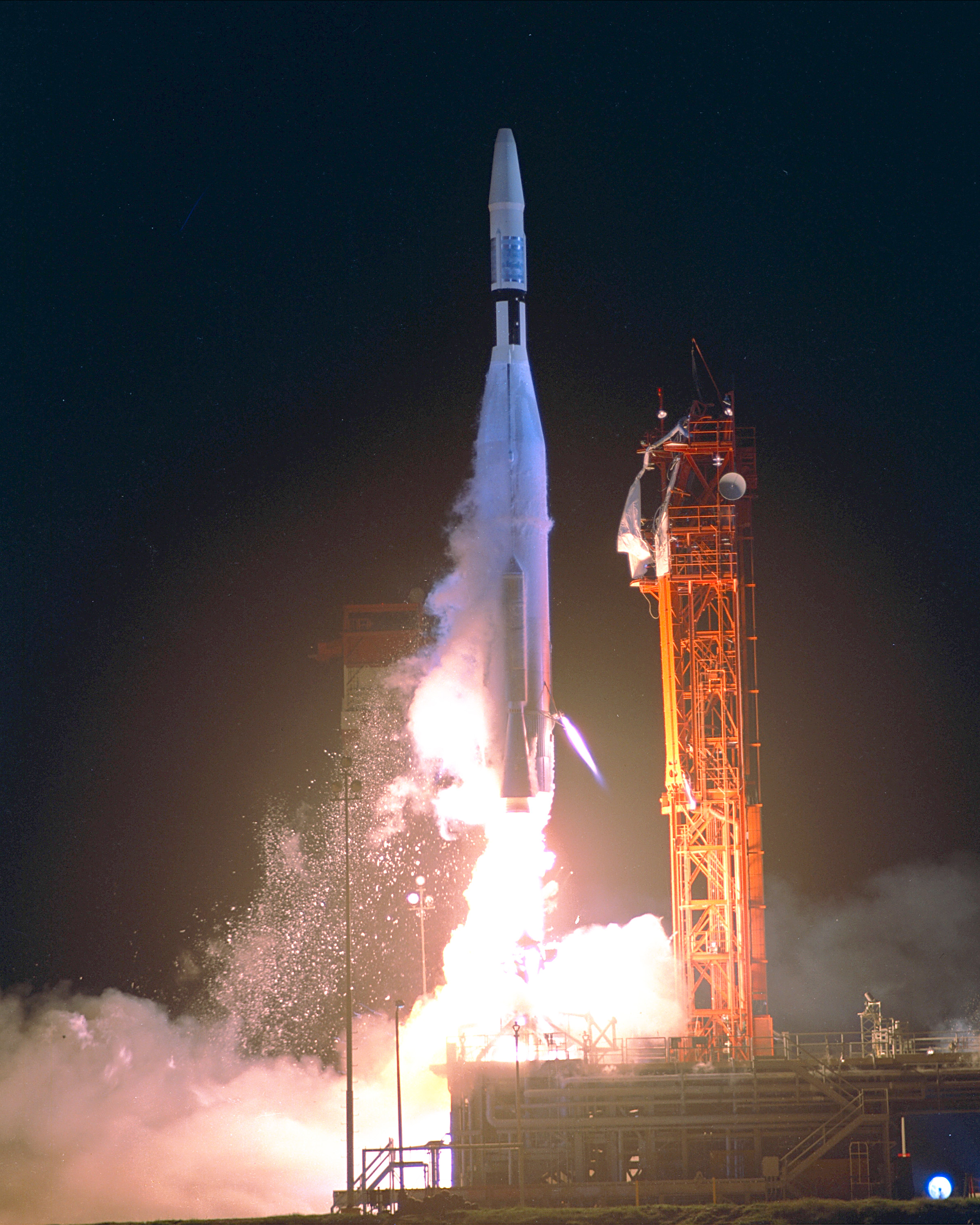
پرتاب مارینر ۱ در سال ۱۹۶۲

برنامهٔ فضایی مارینر یا برنامهٔ مارینر (به انگلیسی: Mariner Program) نام یک مجموعهٔ ۱۰ تایی از فضاپیماهای آمریکایی است که بین سال‌های ۱۹۶۲ تا ۱۹۷۳ با هدف مطالعهٔ سیارات تیر، ناهید (زهره) و مریخ به فضا پرتاب شدند. هفت فروند از این فضاپیماها با نام‌های مارینر ٬۲ ٬۴ ٬۵ ٬۶ ٬۷ ۹ و ۱۰ مأموریت خود را با موفقیت به انجام رساندند. از این مجموعه ۱۰ تایی ۳ تای آن در مرحله‌های پرتاب از دست رفتند. برنامه‌های پیش‌بینی شده مربوط به فضاپیماهای مارینر ۱۱ و مارینر ۱۲ که اجرا نشده بودند، در برنامه‌های وویجر ۱ و وویجر ۲ به عنوان پاره‌ای از پروژهٔ وویجر گنجانده شدند. دنبالهٔ بررسی‌های مارینر ۹ را هم مدارگردهای وایکینگ ۱ و وایکینگ ۲ مریخ پی‌گیری کردند. فضاپیماهای دیگری که بر پایهٔ پروژهٔ مارینر پس از برنامهٔ وویجر اجرا شدند یکی فرستادن ماژلان (کاوشگر) به زهره و کاوشگر فضاپیمای گالیله به مشتری بود. نسل دوم فضاپیماهای مارینر به نام سری مارینر مارک ۲ نهایتاً به صورت کاوشگر کاسینی-هویگنس تکامل یافت. در پانزدهٔ سپتامبر ۲۰۱۷ پس از یک دهه بررسی، بنا بر تصمیم ناسا، برای جلوگیری از برخورد به قمرهای زحل و آلوده کردن سطح‌شان؛ با توجه به احتمال وجود حیات فرازمینی در آن‌ها، با سوخت باقی‌ماندهٔ خود، کاوشگر کاسینی-هویگنس به جوّ زحل سقوط کرد و نابود شد.
نخستین مأموریت موفق این برنامه؛ —مارینر ۲—، که در سال ۱۹۶۲ از نزدیکی سیارهٔ زهره عبور کرد، این نخستین باری بود که فضاپیمایی از نزدیکی یکی از سیاره‌های منظومه خورشیدی عبور می‌کرد. مارینر ۲ با جرم ۲۰۱ کیلوگرم به فاصلهٔ ۳۴٬۸۰۰ کیلومتری زهره رسید و دمای آن را ۸۰۰ درجهٔ کلوین گزارش کرد.
مارینر ۴ به عنوان نخستین فضاپیمای موفق در سال ۱۹۶۴ از نزدیکی مریخ عبور کرد و به ارسال عکس از سطح حفره‌دار (دهانه‌های برخوردی) آن پرداخت.
مارینر ۵ یک روز بعد از فضاپیمای ونرا-۴ به نزدیکی ناهید (زهره) رسید و از فاصلهٔ ۳٬۹۹۰ کیلومتری آن عبور کرد. این فضاپیما به مطالعهٔ میدان مغناطیسی زهره پرداخت و ترکیب جو آن را بین ۸۵ تا ۹۹ درصد از دی‌اکسید کربن گزارش کرد.
مارینر ۶ و ۷ در سال ۱۹۶۹ به مریخ رسیده و به نقشه‌برداری از عوارض سطحی آن پرداختند. مارینر ۹ در سال ۱۹۷۱ به مریخ رسید و به عنوان نخستین فضاپیمایی که دور سیاره‌ای به غیر از زمین در مداری ثابت قرار گرفت نام خود را ثبت کرد.

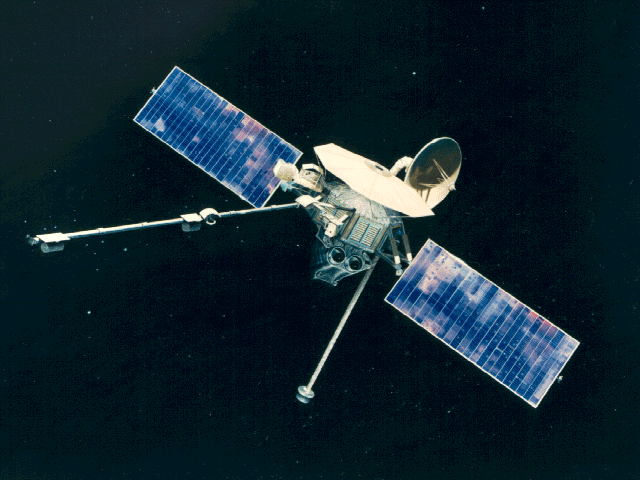
مارینر ۱۰

مارینر ۱۰ در ۳ نوامبر ۱۹۷۳ میلادی به فضا فرستاده شد و به بررسی سیاره‌های تیر و زهره پرداخت. این فضاپیما پس از بررسی دمای سطحی زهره، به کمک نیروی گرانشی زهره بر سرعت خود افزود تا بتواند به عنوان نخستین فضاپیمای بررسی تیر به سوی آن رهسپار شود؛ و به این ترتیب مارینر ۱۰ نام خود را به عنوان نخستین فضاپیمایی که با بیش از یک سیاره از فاصلهٔ نزدیک دیدار کرد به ثبت رسانید و برای مدت ۳۳ سال به عنوان تنها فضاپیمایی که از سیارهٔ تیر عکس برداری نزدیک کرده باقی ماند. همچنین، این برای نخستین‌بار بود که یک فضاپیما به وسایل عکسبرداری مجهز شده بود. فضاپیمای مارینر ۱۰ که ۴۳۳ کیلوگرم (۹۵۳ پوند) وزن دارد هم‌اکنون در مدار خورشید مرکزی (مدار نزدیک به خورشید) قرار دارد. هزینهٔ برنامه‌های مارینر در حدود ۵۵۴ میلیون دلار اعلام شده‌است.